# Старые Зюри
Старые Зюри  (тат. Иске Җөри) — село в Тюлячинском районе Республики Татарстан, административный центр Старозюринского сельского поселения.

## География
Расположено на реке Мёша, в 9 км от районного центра Тюлячи.

### Административно-территориальная принадлежность
До 1920 года населённый пункт входил в Елышевскую волость Мамадышского уезда Казанской губернии. С 1920 года — в составе Мамадышского кантона ТАССР. С 10 августа 1930 года — в Сабинском районе, с 10 февраля 1935 года — в Тюлячинском, с 12 октября 1959 года в Сабинском, с 4 октября 1991 года вновь в составе Тюлячинского района.

## История села
Основано в период Казанского ханства, на месте села в Казанском ханстве располагался город — центр Зюрейской даруги:39. 

В XVIII — 1-й половине XIX вв. жители относились к категории государственных крестьян. Занимались земледелием, разведением скота, портняжно-шапочным промыслом. В начале XX века функционировали мечеть, 2 мелочные лавки. В этот период земельный надел сельской общины составлял 1319 дес.
По сведениям переписи 1897 года, в деревне Старые Зюри Мамадышского уезда Казанской губернии жили 593 человека (265 мужчин и 328 женщин), все мусульмане.

## Население
| Численность жителей Старые Зюри по годам, чел. |      |      |      |      |      |      |      |      |      |      |
| 1782                                           | 1859 | 1897 | 1908 | 1920 | 1926 | 1938 | 1949 | 1970 | 1979 | 1989 |
| 56 (муж. пола)                                 | ↗506 | ↗663 | ↗713 | ↗791 | ↘710 | ↗845 | ↘624 | ↘530 | ↘443 | ↘355 |

По данным Всероссийской переписи населения 2002 года в селе проживало 383 человека, преобладающая национальность — татары (99%).

## Инфраструктура
Имеются средняя школа, фельдшерско-акушерский пункт, Дом культуры со спортзалом, библиотека, мечеть, несколько магазинов, хоккейная площадка с утеплённым вестибюлем.

Улицы: Казанская, Луговая, Новая, Речная, Центральная, Школьная, Молодёжная.

## Памятники и памятные места
- На северной окраине села, неподалеку от левого берега Мёши, находится старое кладбище, на котором сохранился мусульманский камень первой половины XVI века[7].